# Marcel Heister
Marcel Heister (Albstadt, 29 de julio de 1992) es un futbolista alemán que juega de defensa en el N. K. Istra 1961 de la Primera Liga de Croacia.

## Trayectoria
Heister comenzó su carrera deportiva en el TSG 1899 Hoffenheim II, en 2011, abandonando el club un año después, para fichar por el NK Zadar, de la Primera Liga de Croacia. Con el Zadar debutó el 1 de septiembre de 2012, en un partido frente al NK Istra 1961.
En 2014 fichó por el NK Istra 1961, y en 2016 abandonó Croacia para jugar en el Beitar Jerusalem.

### Hungría
En 2018 fichó por el Ferencváros T. C. de la Nemzeti Bajnokság I.
Con el Ferencváros debutó en una fase de grupos de la Liga de Campeones de la UEFA el 20 de octubre de 2020, en la derrota del conjunto húngaro por 5-1 frente al F. C. Barcelona.
Tras tres años en el club, en junio de 2021 cambió de aires y se marchó al MOL Fehérvár F. C.

## Clubes
| Club                        | País     | Año       |
| --------------------------- | -------- | --------- |
| TSG 1899 Hoffenheim II      | Alemania | 2011-2012 |
| N. K. Zadar                 | Croacia  | 2012-2014 |
| N. K. Istra 1961            | Croacia  | 2014-2016 |
| Beitar Jerusalén            | Israel   | 2016-2018 |
| Ferencváros T. C.           | Hungría  | 2018-2021 |
| MOL Fehérvár F. C.          | Hungría  | 2021-2023 |
| P. F. C. Ludogorets Razgrad | Bulgaria | 2023-2024 |
| N. K. Istra 1961            | Croacia  | 2024-     |

## Palmarés

### Títulos nacionales
| Título                   | Club                        | País     | Año  |
| ------------------------ | --------------------------- | -------- | ---- |
| Nemzeti Bajnokság I      | Ferencváros T. C.           | Hungría  | 2019 |
| Nemzeti Bajnokság I      | Ferencváros T. C.           | Hungría  | 2020 |
| Nemzeti Bajnokság I      | Ferencváros T. C.           | Hungría  | 2021 |
| Supercopa de Bulgaria    | P. F. C. Ludogorets Razgrad | Bulgaria | 2023 |
| Primera Liga de Bulgaria | P. F. C. Ludogorets Razgrad | Bulgaria | 2024 |